# Michal Gut
Michal Gut (* 16. srpna 2002) je profesionální český hokejový útočník, který v současnost působí v české nejvyšší soutěži v klubu HC Verva Litvínov.